# Панарион
Пана́рион (др.-греч. Πανάριον) или На во́семьдесят ересе́й, так называ́емый Пана́рий и́ли Ковче́г (др.-греч. Κατὰ αἱρέσεων ὀγδοήκοντα τὸ  ἐπικληθὲν Πανάριον εἴτ' οὖν Κιβώτιον) — ересиологический трактат Епифания Кипрского (ум. в 403 году). Работа над Панарионом, продолжившим обличение ересей, начатая в предыдущем произведении Епифания, «Анкорате», началась в 374 или 375 году и была закончена три года спустя. В трактате приводится описание 80 сект, возникших до конца IV века. Помимо прочего, Панарион представляет ценность благодаря содержащимся в нём фрагментам утраченных текстов, в частности иудеохристианских евангелий, Евангелия эбионитов и Евангелия от евреев.

## Предшественники
- Ириней Лионский. «Обличение и опровержение лжеименного знания (Против ересей)»[1]
- Тертуллиан. «Против Валентиниан», «Против Гермогена», «Против иудеев», «Против Маркиона в пяти книгах», «Против Праксея»[2], «De Praescriptione Haereticorum» — «О Прескрипции против еретиков»[3], «Adversus Omnes Haereses» — «Против всех ересей»[4] (Spuria).
- «Философумена» или «Философские мнения или обличение на все ереси»[5]. Философумена долгое время издавалось под именем Оригена, в настоящее время большое количество учёных склоняется, что автор сочинения — Ипполит Римский.
- Около 384 года Филастрий составил каталог ересей лат. «Liber de Haeresibus» — «Книга ересей» (описано 156 ересей)[6][7].

## Содержание

### Структура текста
Трактат начинается двумя вступлениями, первое из которых является посланием двух пресвитеров-архимандритов Акакия и Павла монастырей в Халкиде и в Верои Епифанию с просьбой поделиться своими знаниями и «показать ересь каждого вероучения», а второе ответом Епифания, в котором тот выражает согласие «объявить … имена ересей, открыть дурные их действия, как бы ядов каких и дурных веществ, приложив к ним годные противоядия». В этом же ответе Епифаний приводит содержание предполагаемого сочинения. Название сочинения, согласно Епифанию, обозначает сосуд с лекарствами против ядов.
Труд Епифания разделён на три книги и семь томов. Общее число рассматриваемых ересей отсылает к Песн. 6:8—9, интерпретируя число наложниц — 80 — как число ересей, а «единственную» — как христианскую Церковь. Структура деления на 80 ересей составлена и описана ранее Епифанием в «Анкорате».
Первые пять: варварство, скифство, еллинство, иудейство, самарянство Епифаний называет родоначальницами ересей, которые были до Христа. О них он пишет в Предисловии.
Каждой ереси, кроме четырёх из пяти родоначальниц ересей, Епифаний присваивает два порядковых номера. Четыре из пяти родоначальниц ересей имеют один порядковый номер: варварство — 1, скифство — 2, еллинство — 3, иудейство — 4.
Например, платоники это в еллинстве четвертая, а по общему порядку шестая ересь.
Первый раздел, состоящий из описания 20 ересей, посвящён учениям, возникших до Иисуса Христа. При этом первые три из них сектами в современном смысле не являются — эллинистическая религия, самаритянство и иудаизм.
Как правило, описывая ереси, Епифаний придерживается четырёхчастной структуры: краткая характеристика отношения рассматриваемой секты с предыдущими, описание связанных с этой сектой взглядов, пространное опровержение её доктрины, сравнение секты с неприятными животными, в частности змеями.
Завершается произведение изложением «веры вселенской и апостольской церкви» и описанием окончательного плана сочинения.

### Еллинство
- 5. (3). Стоики.
- 6. (4). Платоники.
- 7. (5). Пифагорейцы.
- 8. (6). Епикурейцы.
- 9. (7). Самаряне.

### У самарян
- 10. (1). Об ессинах.
- 11. (2). О севуеях.
- 12. (3). О горофинах.
- 13. (4). О досифеях[13].

### Иудейство
- 14. (1). О саддукеях.
- 15. (2). О книжниках.
- 16. (3). О фарисеях.
- 17. (4). О имеробаптистах.
- 18. (5). О назареях.
- 19. (6). Об оссинах.
- 20. (7). Об иродианах.

### Явление и пришествие Христово во плоти
- Явление и пришествие Христово во плоти.
- О назореях или о христианах.

### Ереси от начала веры во Христа Господа нашего
- 21. (1). О симонианах.
- 22. (2). О менандрианах.
- 23. (3). О саторнилианах.
- 24. (4). О василидианах.
- 25. (5). О николаитах.
- 26. (6). О гностиках или ворворианах.
- 27. (7). О карпократианах.
- 28. (8). О керинфианах.
- 29. (9). О назореях.
- 30. (10). О евиониях.
- 31. (11). О валентинианах.
- 32. (12). О секундианах.
- 33. (13). О птолемеях.
- 34. (14). О маркосиях.
- 35. (15). О колорвасиях.
- 36. (16). Об ираклеонитах.
- 37. (17). Об офитах.
- 38. (18). О кайянах.
- 39. (19). О сифиянах.
- 40. (20). Об архонтиках.
- 41. (21). О кердонианах.
- 42. (22). О маркионитах.
- 43. (23). О лукианистах.
- 44. (24). Об апеллианах.
- 45. (25). О севирианах.
- 46. (26). О татианах.
- 47. (27). Об енкратитах.
- 48. (28). О еретиках Фригийских, называемых или монтанистами, или ещё Таскодругитами.
- 49. (29). О квинтиллианах, или пепузианах; они же прискилиане.
- 50. (30). О четыренадесятниках.
- 51. (31). О ереси, которая не принимает Евангелие от Иоанна и его Апокалипсис (алоги).
- 52. (32). Об адамианах.
- 53. (33). О самисеях.
- 54. (34). О феодотианах.
- 55. (35). О мелхиседекианах.
- 56. (36). О вардисианистах.
- 57. (37). О ноетианах.
- 58. (38). О валисиях.
- 59. (39). О кафарах нечистых.
- 60. (40). Об ангеликах.
- 61. (41). Об апостоликах.
- 62. (42). О савеллианах.
- 63. (43). О оригенистах первых, они же срамные.
- 64. (44). Об Оригене, который зовётся Адамантовым.
- 65. (45). О Павле Самосатском.
- 66. (46). О манихеях.
- 67. (47). Против иеракитов.
- 68. (48). Раскол Мелития Египетского.
- 69. (49). Против ариоманитов.
- 70. (50). О расколе авдиан.
- 71. (51). Против фотиниан.
- 72. (52). Против маркеллиан.
- 73. (53). Против полуариан.
- 74. (54). Против духоборцев.
- 75. (55). Против Аэрия.
- 76. (56). Против аномеев.
- 77. (57). Против димиритов.
- 78. (58). Против антидикомариамитов.
- 79. (59). Против коллиридиан.
- 80. (60). Против массалиан.

### Панарион как источник
Информация, содержащаяся в этой объёмной компиляции, различна по своему значению. Панарион отражает характер Епифания и его методы работы с источниками. Так, об аполлинаристах он, по его собственному признанию, он был знаком лишь понаслышке. В Константинополе он спорил с монахами-оригенистами, однако также не был знаком ни с их учением, ни с их книгами. Тем не менее, предоставляемая Епифанием информация зачастую не встречается нигде более. Чисто доктринальные опровержения ересей у Епифания довольно редки, что позволило патриарху Фотию охарактеризовать Епифания как слабого апологета.
Панарион является ценным источником по истории христианства в IV веке. Зачастую Епифаний сообщает уникальные сведения, основанные либо на наличии только у него сохранившихся документах, либо на личных воспоминаниях. В связи с сектой иеракиров он рассказывает о египетских аскетах, занимавшихся также и интеллектуальной деятельностью. В связи с мелитианами в Египте он сообщает важные подробности по истории этого раннехристианского движения. В его распоряжении были позднее утраченные материалы о диспуте между Фотином и Василием Анкирским. В Панарионе сохранились важные фрагменты послания Маркелла Анкирского папе Юлию I и фрагменты трактата Акакия Кесарийского против Маркелла. В связи с полуарианством он цитирует деяния Анкирского собора 358 года, письма Василия Анкирского и Георгия Лаодикейского и проповедь Мелетия Антиохийского. В главе, посвящённой аномеям он цитирует произведение Аэция.
Панарионом и Анкоратом пользовался Аврелий Августин при составлении своего трактата лат. «De Haeresibus ad Quodvultdeum Liber Unus» («Ереси, попущением Бога, в одной книге»), в «De Haeresibus ad Quodvultdeum Liber Unus» Августин описывает ереси от начала веры во Христа Господа нашего. Он повторяет ереси Панария, начиная с ереси симониан. С 58 ереси Августин прибавляет к ересям Панария ереси западного происхождения, такие как, 58. метангисмониты, 59. селевкиане, 60. проклианиты, 61. патрициане, 62. аскиты, 63. пассалоринхиты, 64. аквариане, 65. коллуфиане, 66. флориниане, 67. сатанниане. 68. босоногие, 69. донатисты, 70. прискиллиане, 71. аделофаги. 72. риториане, 73. феопасхиты, 74 трисцилиды, 75. гидрофеиты, 76. гомунциониты, 77. аметриты, 78. психопневмоне, 79. адецердиты, 80 метагенеты, 81. люцифериане, 82. иовинианисты, 83. арабики, 84. гельвидиане, 85. патерниане, 86. тертуллиане, 87. авелиты, 88. пелагиане; для описания ересей с 58 ереси Августин использовал сочинение Филастрия лат. «Liber de Haeresibus» — «Книга ересей». Всего в сочинении Августина 88 ересей.
Для написания латинского ересиологического трактата «Предестинат» (лат. Praedestinatus — «предопределенные») автор использовал сочинение Епифания (в тексте несколько раз об этом сказано). В «Предестинате» 90 ересей, первые 88 ересей повторяют ереси «De Haeresibus ad Quodvultdeum Liber Unus» и идут точно в таком же порядке как у Августина, две последние ереси это несториане и праедестинаты.
«На восемьдесят ересей, так называемый Панарий или Ковчег» был использован Иоанном Дамаскиным при написании сочинения греч. «Περὶ αἱρέσεων ἐν συντομίᾳ ἑκατόν, ὅθεν ἤρξαντο καὶ πόθεν γέγονασιν» («О ста ересях вкратце»). В книге Дамаскина первые 80 ересей повторяют ереси Панария и идут точно в таком же порядке как у Епифания; последние 20 ересей это ереси «от Маркиана»: несториане, евтихианисты, монофизиты, афтартодокиты, агноиты, варсануфиты, икеты, гносимахи, илиотропиты, фнитопсихиты, агониклиты, феокатогносты, христолиты, эфнофроны, донатисты, ификопроскопты, парерминевты, лампетиане, монофелиты, измаилиты.
Сочинение Епифания использовали Феодорит Кирский (V век) в книге «Басни еретиков, или история ересей, изложенная в пяти книгах» и Никита Хониат (XIII век) в книге др.-греч. «Θησαυρὸς ὀρθοδοξίας» («Сокровище православия»).

### Издания
на языке оригинала (древнегреческом) и на латыни
- PG 41 (главы 1-64) Архивная копия от 19 ноября 2015 на Wayback Machine
- PG 42 (главы 65-80) Архивная копия от 19 ноября 2015 на Wayback Machine; на английском языке
- The Panarion of Epiphanius of Salamis / Translated by Frank Williams. — Leiden Boston: BRILL, 2009. — Т. Book I (Sects 1-46). — (Nag Hammadi and Manichaean Studies). — ISBN 978-90-04-17017-9.

на русском языке
- Епифаний Кипрский. Творения, часть 1. — М., 1863. — Т. 42. — 384 с. — (Творения святых отцов в русском переводе). Ереси 1-33.
- Епифаний Кипрский. Творения, часть 2. — М., 1864. — Т. 44. — 458 с. — (Творения святых отцов в русском переводе). Ереси 34-56.
- Епифаний Кипрский. Творения, часть 3. — М., 1872. — 301 с. Ереси 57-66.
- Епифаний Кипрский. Творения, часть 4. — М., 1880. — Т. 48. — 361 с. — (Творения святых отцов в русском переводе). Ереси 66-73.
- Епифаний Кипрский. Творения, часть 5. — М., 1882. — Т. 50. — 405 с. — (Творения святых отцов в русском переводе). Ереси 74-80.

### Исследования
на русском языке
- Иванцов-Платонов А. М. Ереси и расколы первых трёх веков христианства: Ис-след. Архивная копия от 9 марта 2016 на Wayback Machine — М.: Унив. тип., 1877.
- Иванцов-Платонов А. М. «Ереси и расколы первых трёх веков христианства». ч. 1. М., 1877.

на французском языке
- Pourkier A. L'hérésiologie chez Epiphane de Salamine. — Editions Beauchesne, 1992. — 539 p. — ISBN 2-7010-1252-X.